# Delingha Airport
Delingha Airport är en flygplats i Kina. Den ligger i prefekturen Haixi Mongolzu Zangzu Zizhizhou och provinsen Qinghai, i den nordvästra delen av landet, omkring 400 kilometer väster om provinshuvudstaden Xining.
Runt Delingha Airport är det mycket glesbefolkat, med 4 invånare per kvadratkilometer. Närmaste större samhälle är Gahai, 17,2 km nordost om Delingha Airport. Trakten runt Delingha Airport är ofruktbar med lite eller ingen växtlighet.
Genomsnittlig årsnederbörd är 205 millimeter. Den regnigaste månaden är juni, med i genomsnitt 50 mm nederbörd, och den torraste är december, med 1 mm nederbörd.